# Macedonita
La macedonita és un mineral de la classe dels òxids, que pertany al grup de la perovskita. Rep el nom de Macedònia del Nord, on va ser descoberta.

## Característiques
La macedonita és un òxid de fórmula química PbTiO₃. Cristal·litza en el sistema tetragonal. La seva duresa a l'escala de Mohs es troba entre 5,5 i 6. Va ser publicada per primera vegada l'any 1971.
Segons la classificació de Nickel-Strunz, la macedonita pertany a «04.CC: Òxids amb relació Metall:Oxigen = 2:3, 3:5, i similars, amb cations de mida mitjana i gran» juntament amb els següents minerals: cromobismita, freudenbergita, grossita, clormayenita, yafsoanita, latrappita, lueshita, natroniobita, perovskita, barioperovskita, lakargiïta, megawita, loparita-(Ce), tausonita, isolueshita, crichtonita, davidita-(Ce), davidita-(La), davidita-(Y), landauïta, lindsleyita, loveringita, mathiasita, senaïta, dessauïta-(Y), cleusonita, gramaccioliïta-(Y), diaoyudaoïta, hawthorneïta, hibonita, lindqvistita, magnetoplumbita, plumboferrita, yimengita, haggertyita, nežilovita, batiferrita, barioferrita, jeppeïta, zenzenita i mengxianminita.

## Formació i jaciments
És un mineral accessori poc freqüent, que es pot trobar als filons de pegmatita sienita de quars i microclina i com a inclusions en fases d'òxid en un cos de ferro-magnesi metamorfosat. Va ser descoberta a Crni Kamen, a la municipalitat de Prílep, a Macedònia del Nord, on sol trobar-se associada a altres minerals com: zircó, rútil, quars, microclina, arfvedsonita i aegirina. També ha estat descrita a les mines de Las Herrerias, a Cuevas del Almanzora (Almeria, Espanya), així com a les mines Jakobsberg i Harstigen, pertanyents al complex minera de Långban, a la província de Värmland (Suècia).